# 히브리어 아카데미

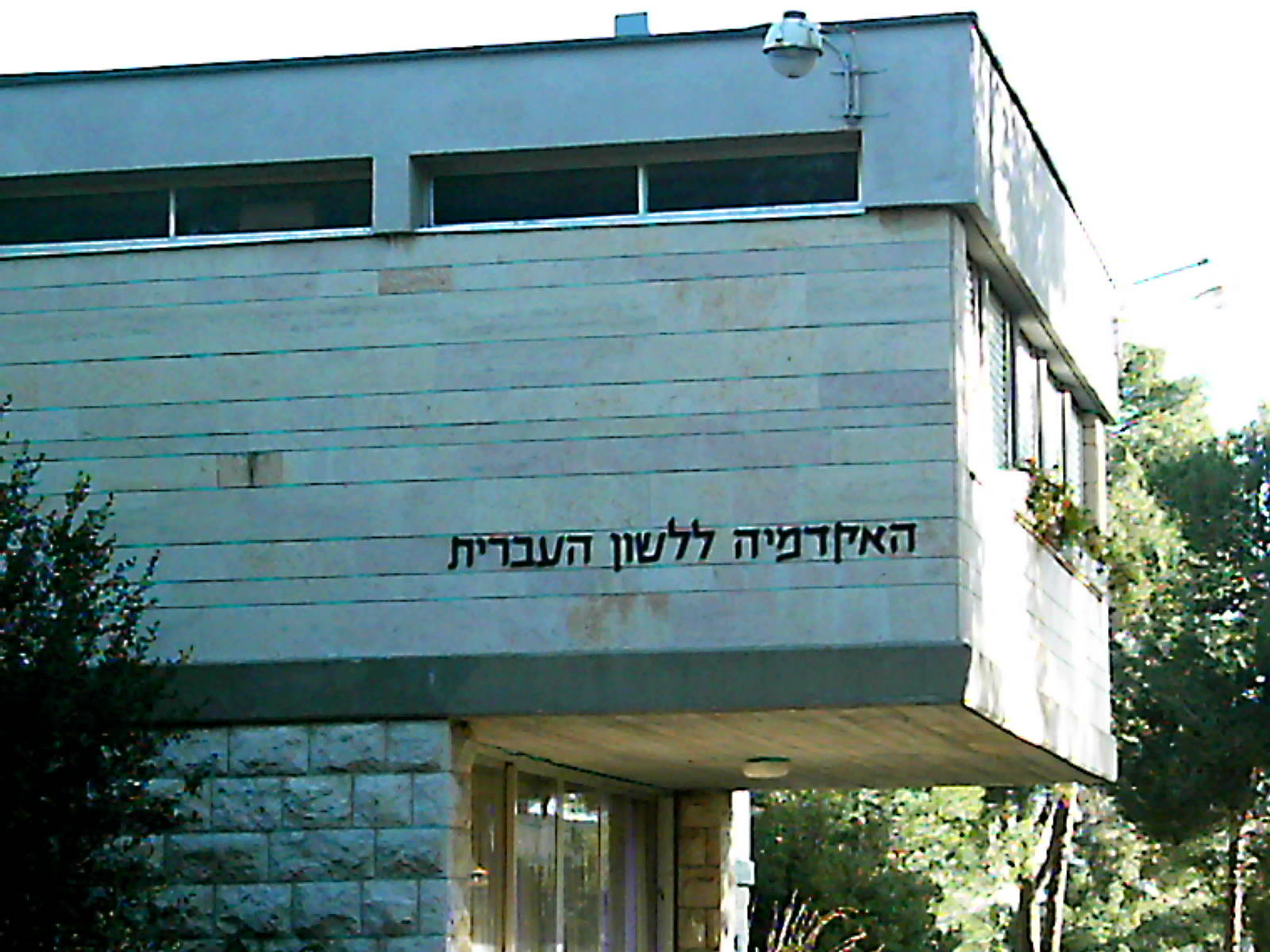
히브리어 아카데미

히브리어 아카데미(히브리어: הָאָקָדֶמְיָה לַלָּשׁוֹן הָעִבְרִית, HaAkademya LaLashon HaIvrit)는 1953년 이스라엘 정부가 설립한 교육 기관으로, 히브리어의 최고 기관 역할을 한다.
1890년 히브리어 위원회(Vaʻad ha-lashon ha-ʻIvrit)를 대신해서 설립되었다. 총회는 회원 23명으로 구성되어 있으며 대학 교수, 언어, 언어학, 유대인 연구, 성경에 대한 학술 고문 15명을 선출한다. 아카데미의 결정은 이스라엘의 모든 정부 기관에 대한 구속력을 갖는다.